# Čermná nad Orlicí
Čermná nad Orlicí (německy Tscherma an der Adler) je obec, která se nachází v okrese Rychnov nad Kněžnou v Královéhradeckém kraji, po obou březích Tiché Orlice, jejíž niva je zde chráněna jako přírodní park Orlice. Na pravém břehu se nachází část Velká Čermná, v níž je umístěn obecní úřad, na levém břehu Malá Čermná, kde je pošta. Jihozápadně se na pravém břehu nachází místní část Číčová (k níž patří i dvůr Zbytky) a na levém břehu před soutokem s potokem Čermná osada Korunka. Rybník Velký Karlov u osady Korunka však již patří k Nové Vsi, části města Chocně. K obci patří i les Velká Čermná východně od vesnice Velká Čermná až k potoku Brodec; lesy za železniční tratí západně od obce patří již k Dolnímu Jelení. Žije zde přibližně 1 100 obyvatel.

## Historie
Nedaleko, na území Kosteleckých Horek, bylo zjištěno staré tvrziště Těšnov, na levém břehu Orlice bylo objeveno žárové pohřebiště doby lužické.
První písemná zmínka o obci pochází z roku 1342. Traduje se, že původně nesla název Červená podle barvy železité půdy a vody, což bylo později zkomoleno na Čermená a pak Čermná, počátkem 19. století je zaznamenána podoba Čerma, roku 1870 nesla Malá Čermná úřední název Čerma Malá, obyvatelstvo však slovo Čerma prodlužovalo na Čermá, roku 1921 byla Čerma Malá úředně přejmenována na název Malá Čermná nad Orlicí.
Velká Čermná patřila postupně různým panským rodům, například Drslavicům, Půtům z Častolovic či Zárubům z Hustiřan, později patřila ke kosteleckému panství. Malá Čermná i Číčová patřívaly k panství Jelení, roku 1843 měla Malá Čermná téměř třikrát více obyvatel než Velká Čermná.
Nejvíce bývali zastoupeni chalupníci, kteří se zabývali zpracováním dřeva. Pila v Malé Čermné zanikla roku 1912. Tichá Orlice byla od Velké Čermné regulována a splavná pro voroplavbu. Před první světovou válkou se množství obyvatel zabývalo obuvnickým řemeslem, rozvojem tovární výroby tato tradice po první světové válce zanikla. Roku 1905 byl v Malé Čermné založen textilní závod firmy Danubius, v němž pracovalo přes 200 dělníků.
Roku 1883 byl založen sbor dobrovolných hasičů, roku 1900 ochotnický spolek, roku 1902 kampelička. Škola byla ve Velké Čermné postavena roku 1890, předtím se zde však již vyučovalo ve filiálce šachovské školy, od roku 1876 sem docházely i děti z Číčové. Roku 1900 byla v obci zřízena pošta (do té doby patřily tyto obce pod poštu v Borohrádku), telefon na ni byl zaveden roku 1910 a telegraf 1931. Roku 1922 byla založena obecní knihovna. Roku 1922 bylo vytvořeno Strojní družstvo hospodářské pro rozvod elektrické síly a obec byla jako jedna z prvních v oblasti elektrizována. Roku 1923 vzniklo Družstvo vodohospodářské. Roku 1925 obec zřídila vlastní hřbitov. Roku 1930 byla postavena nová, Masarykova obecná škola.
Obec Čermná nad Orlicí vznikla roku 1960 sloučením obcí Malá Čermná nad Orlicí (k níž byla 18. ledna 1958 připojena místní část Korunka, dosud patřící k obci Plchůvky) a Velká Čermná nad Orlicí. Roku 1975 k ní byla připojena ještě dosavadní obec Číčová.
Do roku 1949 patřily všechny tři obce do soudního okresu Kostelec nad Orlicí, od roku 1949 patří do okresu Rychnov nad Kněžnou. Římskokatolická církev řadí území Malé Čermné k farnosti Horní Jelení a Velkou Čermnou a Číčovou k farnosti Borohrádek (t. č. spravované excurrendo z Týniště nad Orlicí).

## Doprava
Po jihozápadním okraji obce prochází železniční trať 020 Týniště nad Orlicí – Choceň, na níž se mezi osadami Malá Čermná a Korunka nachází stanice Čermná nad Orlicí. Stanice nesla původně název Korunka-Jelení, od roku 1896 Čermná-Jelení a v roce 1921 získala dnešní název Čermná nad Orlicí. U Malé Čermné poblíž hájovny Sebranice z této trati odbočuje vlečka do nedalekého vojenského prostoru. Ve stanici staví i některé spěšné vlaky. Interval vlaků je přes den nepravidelný kolem dvou hodin, ve špičkách pracovního dne kolem hodiny, poslední odjíždějí v obou směrech kolem 21. hodiny.
Přes Číčovou a Velkou Čermnou prochází podél pravé strany nivy Orlice mezi Chocní a Borohrádkem silnice II/317, vybudovaná jako okresní v roce 1905 (silnice Borohrádek–Růžovec byla vybudována v roce 1893 a silnice po vsi roku 1900). Ze silnice 317 ve Velké Čermné odbočuje silnice III/3172 přes Malou Čermnou a podél železniční trati po levé straně orlické nivy rovněž do Borohrádku. Z Malé Čermné vede kolem nádraží silnice III/3059 do Dolního Jelení a v Číčové odbočuje ze silnice II/317 silnice III/3173 přes Korunku na křižovatku se silnicí III/3059 u přejezdu poblíž nádraží. Do téže křižovatky ústí cesta od jihu od Plchůvek, navazující na silnici III/30510, která však nemá v tomto úseku status silnice. Mezi Velkou Čermnou a Číčovou odbočuje ze silnice II/317 silnice III/3162 přes lesy na severovýchod do Kostelce nad Orlicí.
Autobusové linky v oblasti spadají do systému IREDO (Čermná nad Orlicí tvoří zónu 294) a přes Čermnou jezdí jen v pracovních dnech. V roce 2011 zde jezdily asi 4 páry spojů (z toho 2 páry jen mimo prázdniny) na lince 660574 dopravce ČSAD Ústí nad Orlicí a. s. mezi Borohrádkem a Chocní a jeden odpolední školní spoj přes Jelení do Holic na lince 650050 dopravce Veolia Transport Východní Čechy.
Na území Čermné nad Orlicí nacházejí ve směru od Borohrádku k Chocni zastávky:
- Čermná n. Orl., u hřiště (v Malé Čermné, na silnici III/3172)
- Čermná n. Orl., prodejna (v Malé Čermné, na silnici III/3172)
- Čermná n. Orl., Obecní úřad (ve Velké Čermné, na silnici III/3172)
- Čermná n. Orl., Velká Čermná, u lesa (na silnici II/317)
- Čermná n. Orl., Číčová (na silnici II/317) – spoj linky do Holic za touto zastávkou odbočuje vpravo přes Korunku k Dolnímu Jelení, avšak v Korunce ani u nádraží nemá zastávku
- Čermná n. Orl., Zbytka (na znamení) (na silnici II/317)

## Turistické trasy
Podél železniční trati prochází Čermnou po levé straně nivy Tiché Orlice červeně značená pěší turistická trasa č. 0455 od Chocně do Borohrádku, v kolmém směru ji kříží zeleně značená trasa č. 4239 od Horního a Dolního Jelení do Kostelce nad Orlicí. Po silnicích č. 3059 a 3172 je od Dolního Jelení přes Malou Čermnou do Borohrádku vedena cyklotrasa č. 4164, z Číčové vede přes lesy na východ do Krchleb cyklotrasa č. 4320.

## Části obce
- Velká Čermná
- Malá Čermná
- Číčová
- Korunka

## Galerie

Čermná nad Orlicí
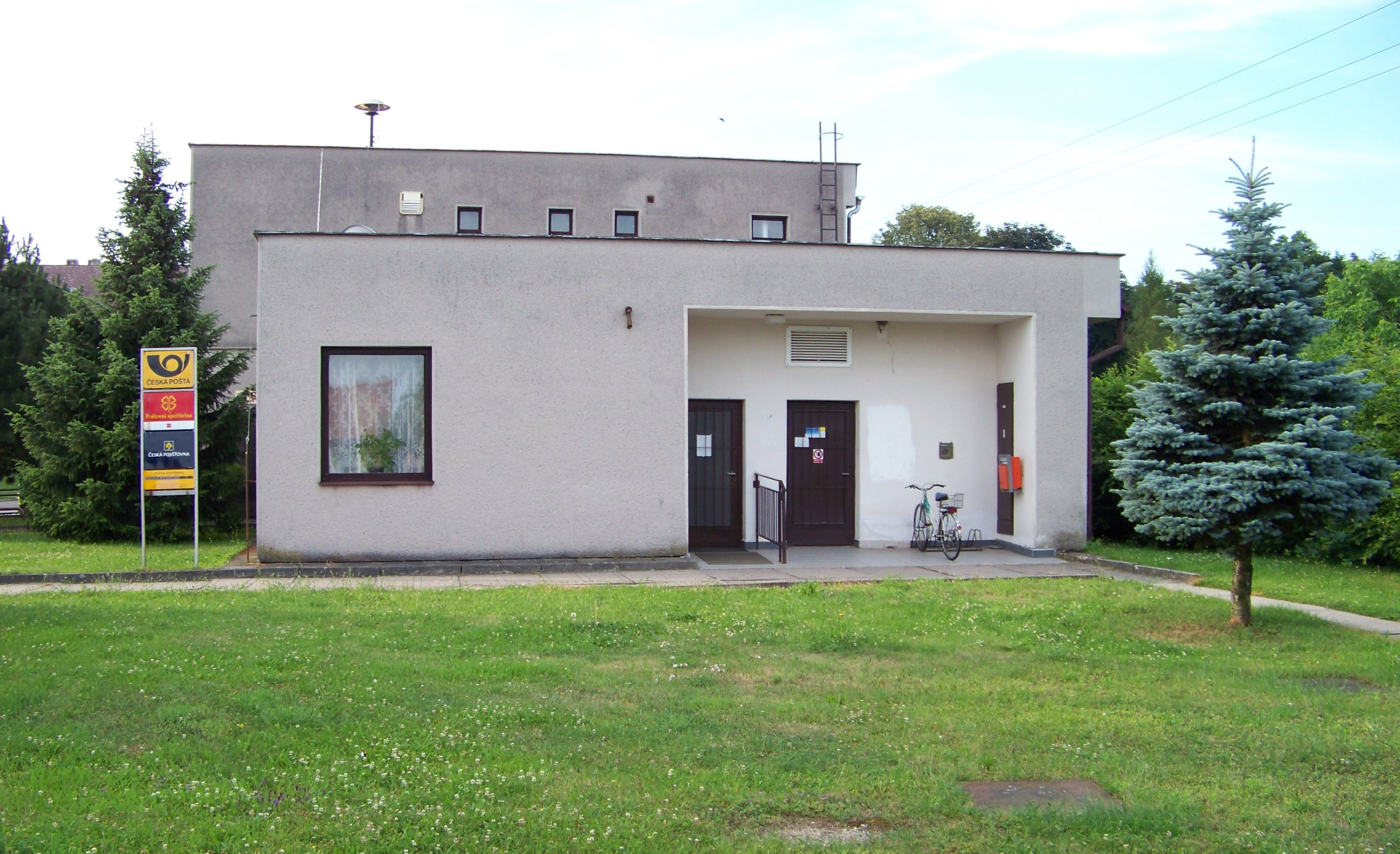
Pošta
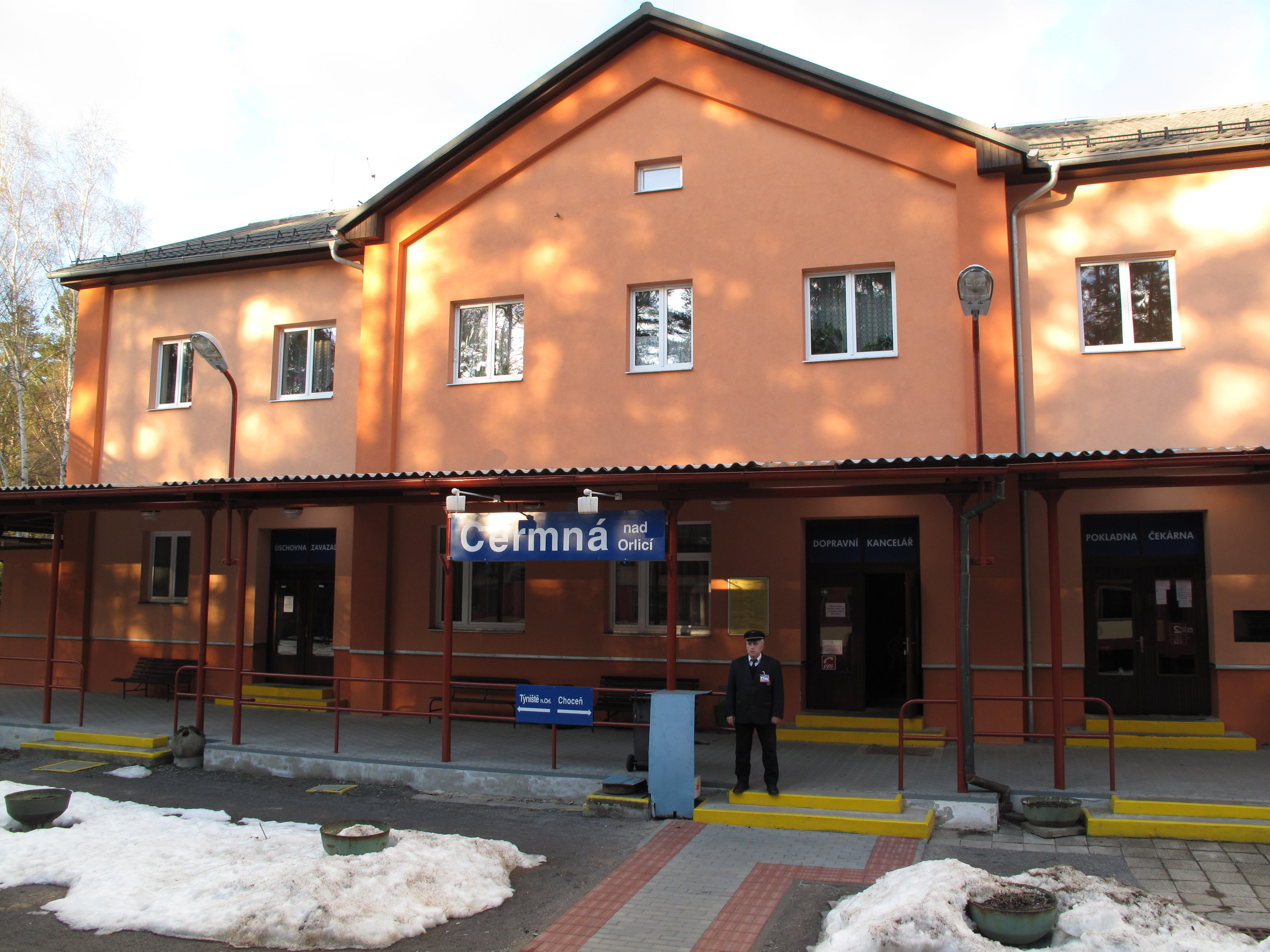
Nádraží
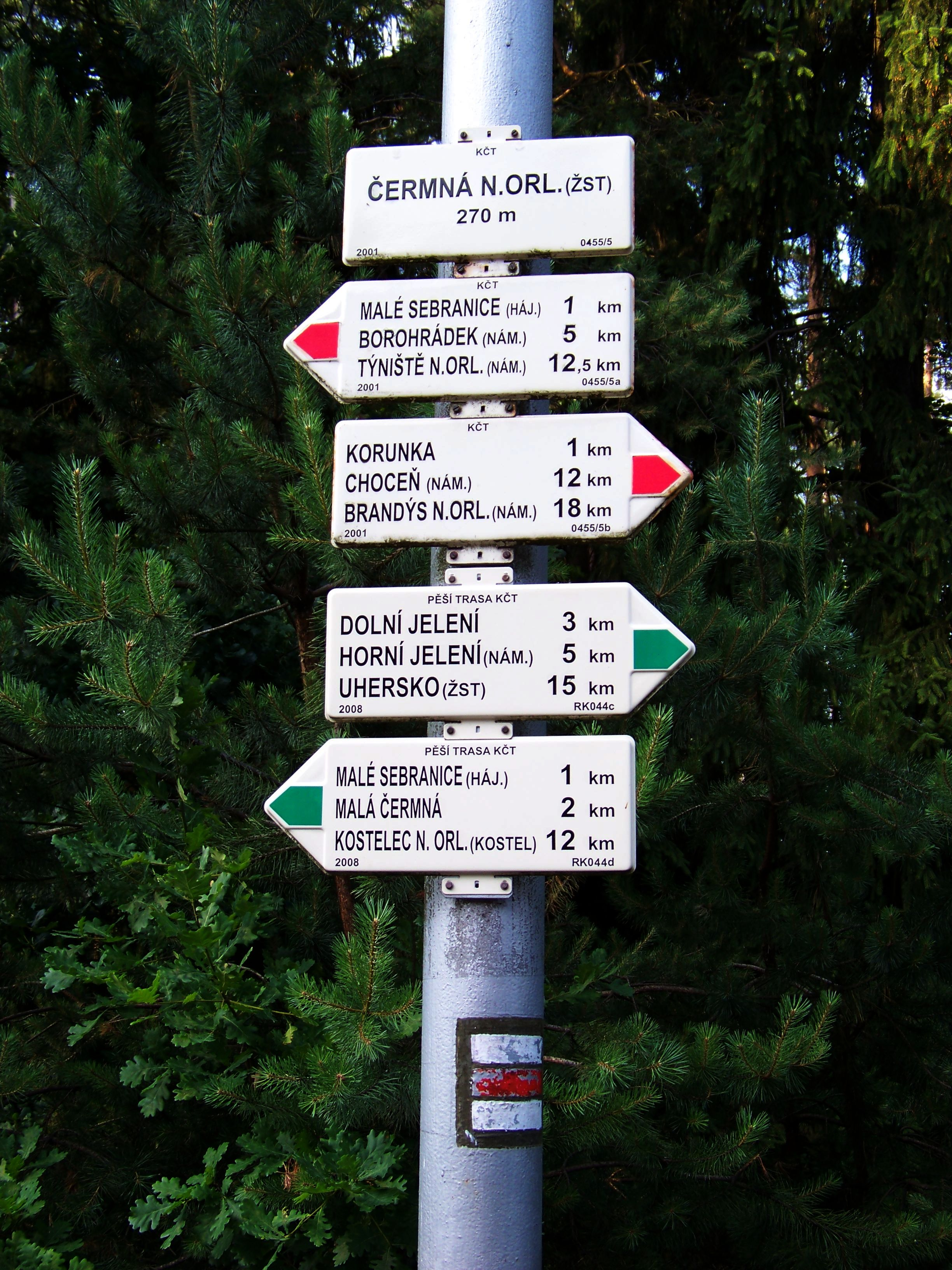
Turistický rozcestník u nádraží
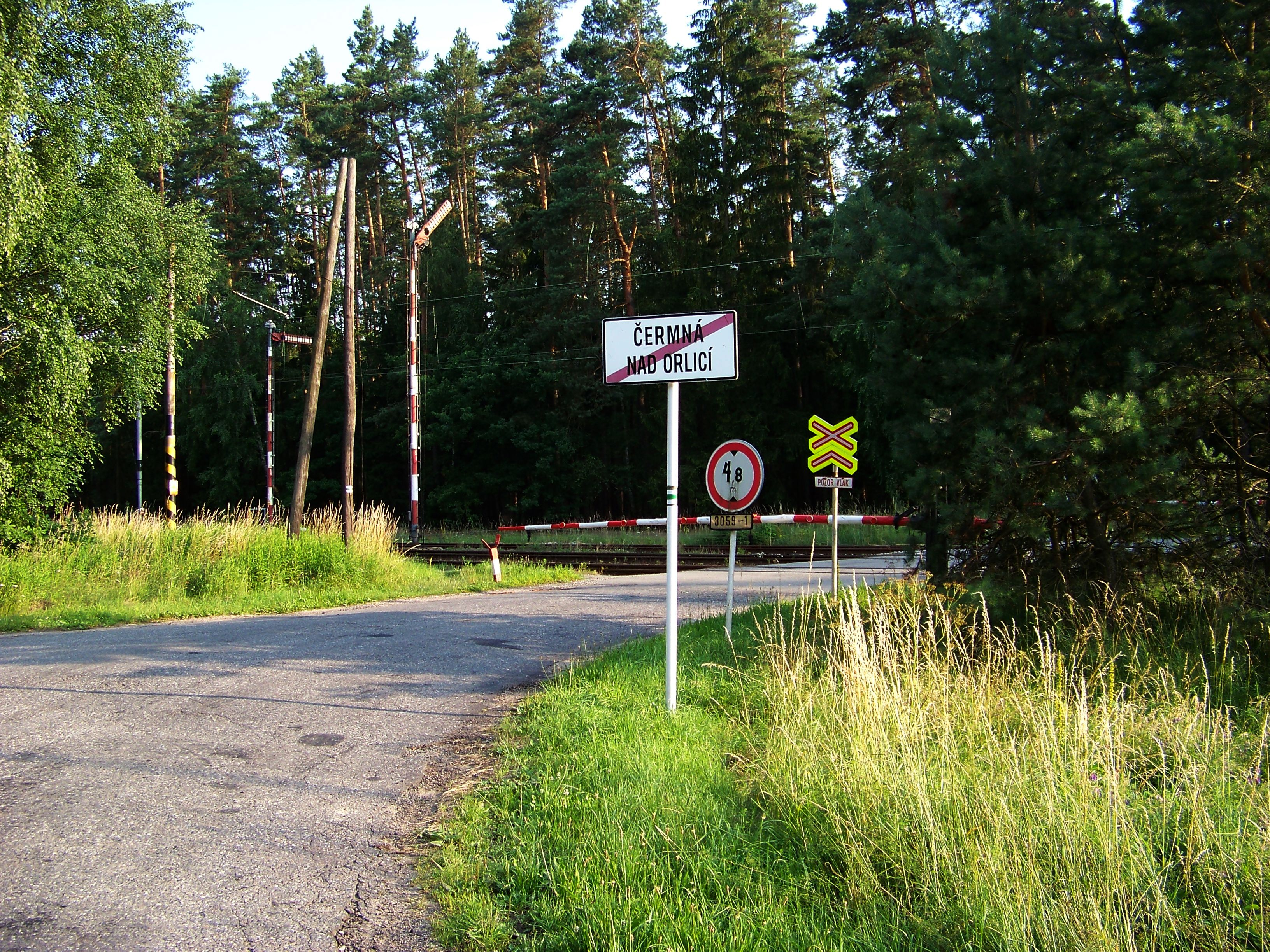
U přejezdu
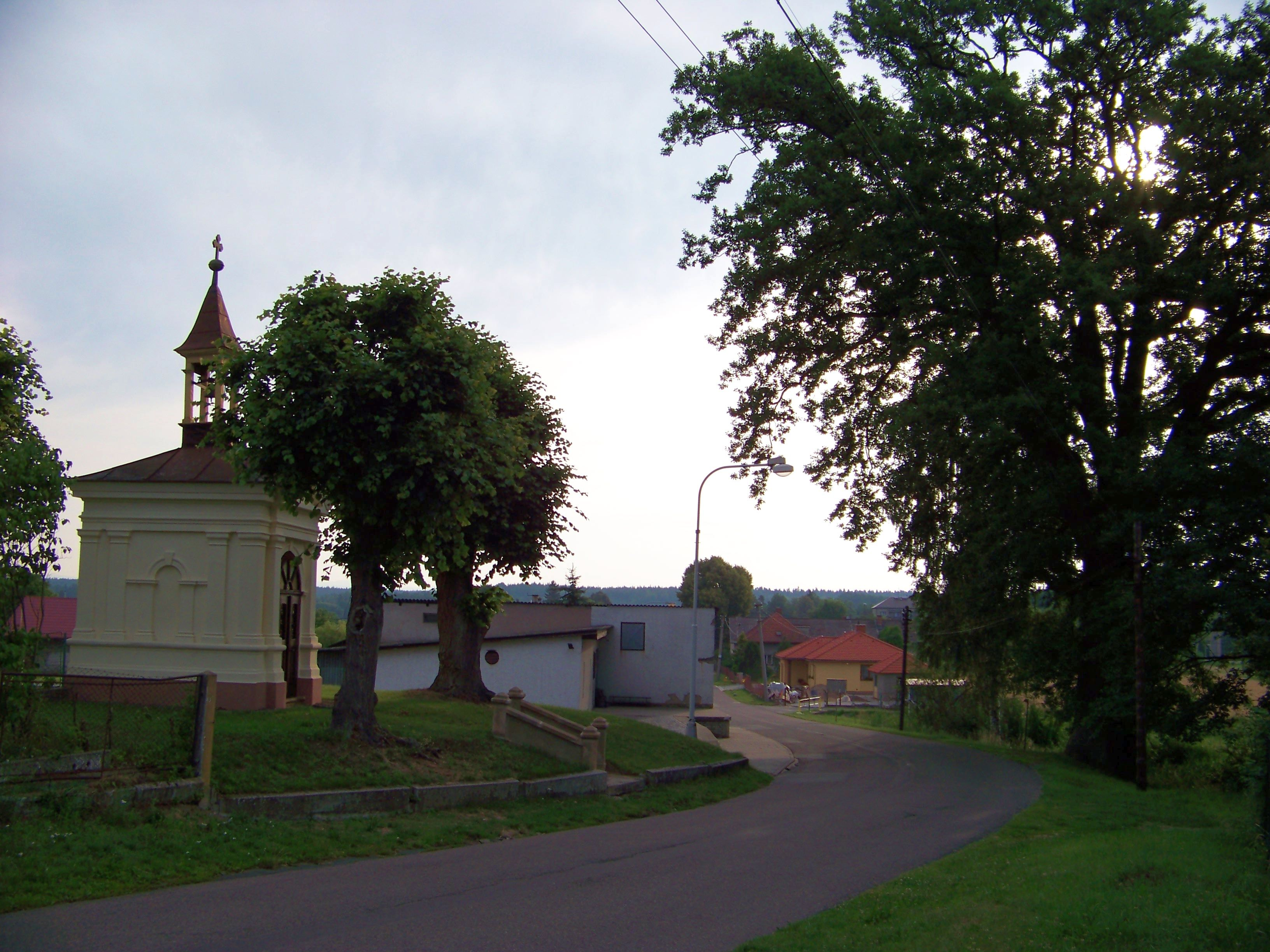
Malá Čermná u kapličky
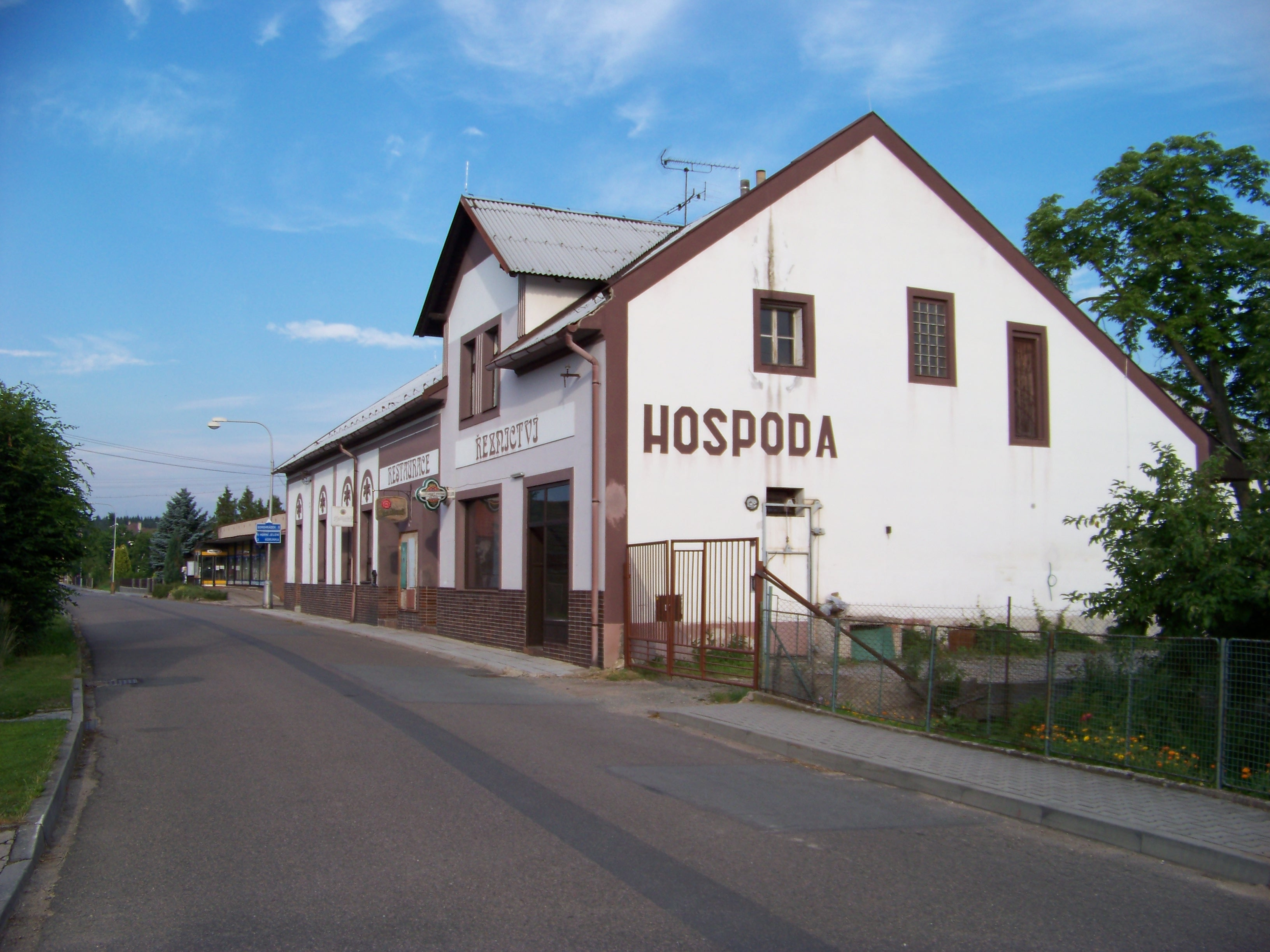
Hospoda